# 中国神话中的鱼

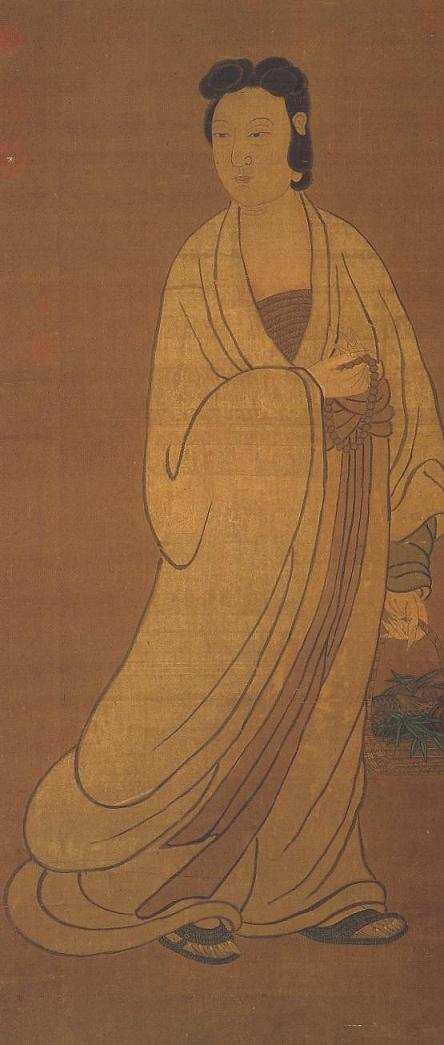
魚籃觀音，元朝赵孟頫所作。

鱼是中国神话中的一个重要意象。有多种包含鱼的神话。中国神话是指在中国历史地理区域发现的神话。“中国”的地理区域当然是一个经过历史演变的概念。中国神话中的鱼包括汉族和其他民族的神话，由汉族以及中国其他官方认可的56个少数民族传播。（p. 4）“鱼”是“余”（寓意富余）的谐音。中国神话指在中国的历史地理领域发现的神话。中国的地理领域当然是随着历史演化而变化的概念。（p. 124）龙是鱼家族的首领。捕鱼行为也是中国神话和文化中的一个重要主题。

## 文化意义与象征意义

### 鱼
与“鱼”谐音但不同音的“裕”表示“丰富”；同音的“餘”的意思是“超过”。所以常见的中国新年问候语有“年年有魚”或“年年有餘”。由于谐音，“鱼”神话般地等同于“丰富”。（p. 124）

#### 鱼与人
- 一张孩子和一条鱼在一起的照片表达了“有很多当高官的儿子”的愿望。[3]（p. 124）
- 由于与财富有关，人们在春节吃鱼，因为鱼表达了一年比一年富裕的愿望[3]（p. 124）或者“在这一年里带来更多美好的祝愿”。[2]

#### 鱼与花
- 鱼和莲花的结合（莲）莲) 用来表达一年又一年生活富裕的愿望。[3]（p. 124）
- 一个男孩和莲花旁的一条鱼的结合被解释为希望有“丰裕连年”。[3]（p. 203）

#### 鱼与预言
- 根据中国古代文献，水里有大量的鱼被认为预示着丰收，而河滩上的鱼则被解释为内乱和反抗社会秩序的先兆。[3]（p. 124）

#### 牺牲与宗教
在中国，鱼被用作祭品；鱼头在中国中部被祭祀给财神，因为它们被认为象征着“财富的开始”（余头）。（p. 124）
这鱼是8个佛教符号的一部分：（p. 126）它们是成双成对的金鱼；它们是生育能力的象征，代表着从苦难中获得救赎。

#### 性/婚姻幸福
在中国古代，“鱼”这个词的第二个意思是阴茎，然而现在，鳗鱼被用来代替鱼。（p. 124）
在汉语中，性交的隐喻是“鱼水合一”。（p. 124）
一对幸福的夫妻被描述为拥有“鱼水之欢”；（p. 243）因此，一对鱼是性和谐和性愉悦的象征。（p. 124）流行的婚礼礼物是鱼在一起游动的图案。
当鱼群在天空中可见时，人们认为“云雨”的时间已经过去，这意味着这不再是皇帝性交的吉时。（p. 124）

### 金鱼
金鱼是“黄金有余”的谐音；因此，它们被认为是婚礼的合适礼物。（p. 155）金鱼也是“金”“玉”的谐音，此两物都是财富的象征。

#### 金鱼与人类
池塘里的金鱼被用来表达“愿金玉满堂”，描述拥有一个富裕家庭的愿望。
一个类似的描绘是一座房子院子里，池塘里的金鱼与一位带着两个婴儿的富婆及其随从的组合，象征性地表达了“金玉（鱼）满堂（塘）”的愿望。（p. 124）

#### 金鱼和花
当与荷花结合时，代表着“金玉（鱼）同和（荷）”。（p. 155）

#### 金鱼和钱包
钱包和金鱼的组合被用来表达“钱包里的金有余（鱼）”的愿望。（p. 205）

#### 性取向
- 一对金鱼是生育力的象征。[3]（p. 155）
- 金鱼也可以代表寡妇的情人。[3]（p. 155）
- 金鱼也可以代表由妓女供养的男人。[3]（p. 155）

### 鲤鱼
“鲤”谐音“利”，因此，鲤鱼被用来表达对商业利益或优势的愿望。（p. 63）它与财富的联系很可能来自于双关语“利餘”（鲤鱼）。“鲤”也谐音“力”，意味着力量、权力和能力。

#### 鲤鱼和人类
渔夫把一条鲤鱼卖给一个有孩子的女人的照片表达了渔夫希望她有好的收入和社会进步的愿望。（p. 63, 126）

#### 毅力和军事品质的象征
- 鲤鱼是坚韧不拔的象征，因为它们因与水流搏斗而备受推崇。[2]
- 由于其鳞甲，鲤鱼被视为军事品质的象征。[2]

## 传说和神话

### 鱼
公元前1世纪有一个故事，讲的是一条大鱼吞下了一艘船。（p. 126）
有些故事涉及醉汉变成鱼。也有关于鱼妖（醉汉变成鱼）的故事，它们有时会娶女人。（p. 126）
其他的故事涉及鱼变成鸟。（p. 126）

### 鲤鱼

#### 鲤鱼跳龙门
傳說鲤鱼是龙变化而成，有时能化龙。传说，鲤鱼可以逆流而上跳龍門，化为龙：这一意象象征科举高中。 (Eberhard, 1983:57-58) 在山西和陕西边界的龙门是黄河流经龙门山的裂口的地方，相传为大禹所造。其中一种传说版本，所有的鲤鱼每年在龙门瀑布跳跃竞赛，成功的立刻化为龙，飞入天空。（pp. 65, 74）鲤躍龙门的图画在中国持久流行。在中国的河流中还有其他的龙门（龙门），通常有陡峭的峡谷，神话中的地理位置并不取决于实际位置。“飞鲤”或“鲢鱼”（“hyphthalmichthys molitrix”）原产于中国和亚洲其他地区。它是一个数量很多的跳跃者。鲢鱼游泳能力强，研究人员观察到它们能以44-70º的跳跃角度跳离水面1.81-2.24米（约5.94-7.75英尺）。它们很有能力逆流而上，跨越水中的障碍物。

#### 王祥
在其中一个讲述他孝道典范的故事中，王祥（一个小男孩）在生病的母亲说她想在冬天吃些鲤鱼的时候去了冰冻的河边；他在冰上坐了很长时间，足以融化冰，一条大鲤鱼立刻从洞里跳了出来。（p. 179）在另一个版本中，王祥在寒冷中脱掉外套和衬衫，坐在冰上融化了冰，哭得越来越厉害，直到冰通过他的热泪和体温融化了冰上的一个洞；在这个版本中，两条鲤鱼立即从洞里跳出来。

## 与鱼类有关的传说和神话

### 渔人

#### 伏羲
根据中国神话，文化英雄伏羲在大洪水之后发明了捕鱼术——捕鱼和制网。（p. 126）
有一个故事说，伏羲最初徒手捕鱼，但在观察到蜘蛛在网中捕食昆虫后，他发明了藤网，并用它捕鱼，这项技能被传给了他的后代。（p. 120）

#### 太公
建立周朝的关键人物、大将、战略家、军事策划家姜子牙据说老年钓鱼度日数年，但用直钩，或不用鱼饵，或将鱼钩吊在水上方：但他的目的是钓一位主公，而不是钓鱼。姜子牙为将后，被称为“太公”。这个故事是否够资格算作神话还存疑，但这显然是一个著名的意象。

### 鱼筐
根据中国神话，伏羲也发明了鱼筐或鱼陷阱，将竹子编织成开放一个漏斗的笼子，因大的开口在外，便于鱼进入，但内部向着出口的方向越来越窄，所以鱼易入而难出 (Eberhard, 1983:108)。在其他情况下鱼筐更起到网的作用，鱼能从水中被抓取运送到市场。在一种表现形式中，观音被描绘为拎着一只鱼筐。这一图像有时被认为具有性含义。

## 汉字演化
“鱼”字演化自古象形文字。它是216个传统部首中的第195个。随着时间的发展，象形文字的表现倾向于越来越格式化，直至今日的标准形式：
| 字体类型 | 示例 |
| -------- | ---- |
| 甲骨文   |      |
| 金文     |      |
| 大篆     |      |
| 小篆     |      |

## 画廊

蒙古竹鱼篮。中国云南昆明云南民族博物馆的工具和器皿。
傣族竹鱼篮。中国云南昆明云南民族博物馆的工具和器皿。
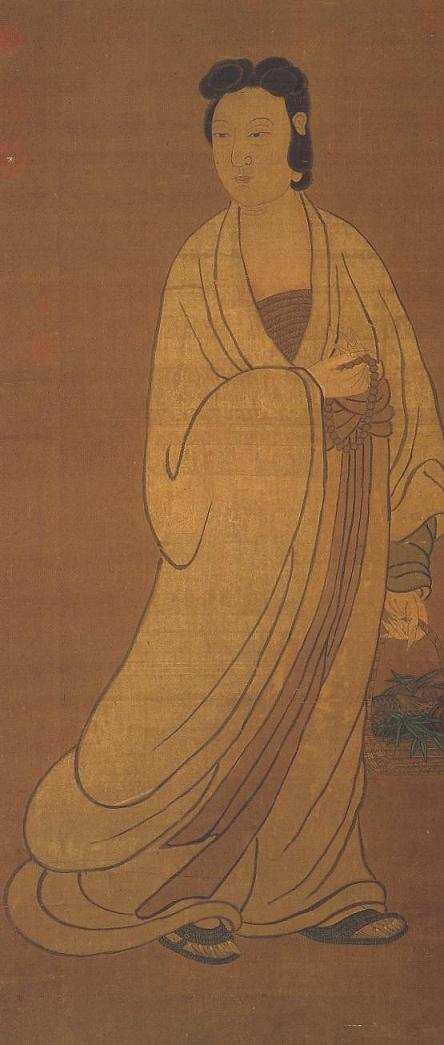
鱼篓观音——元朝赵孟頫所作。
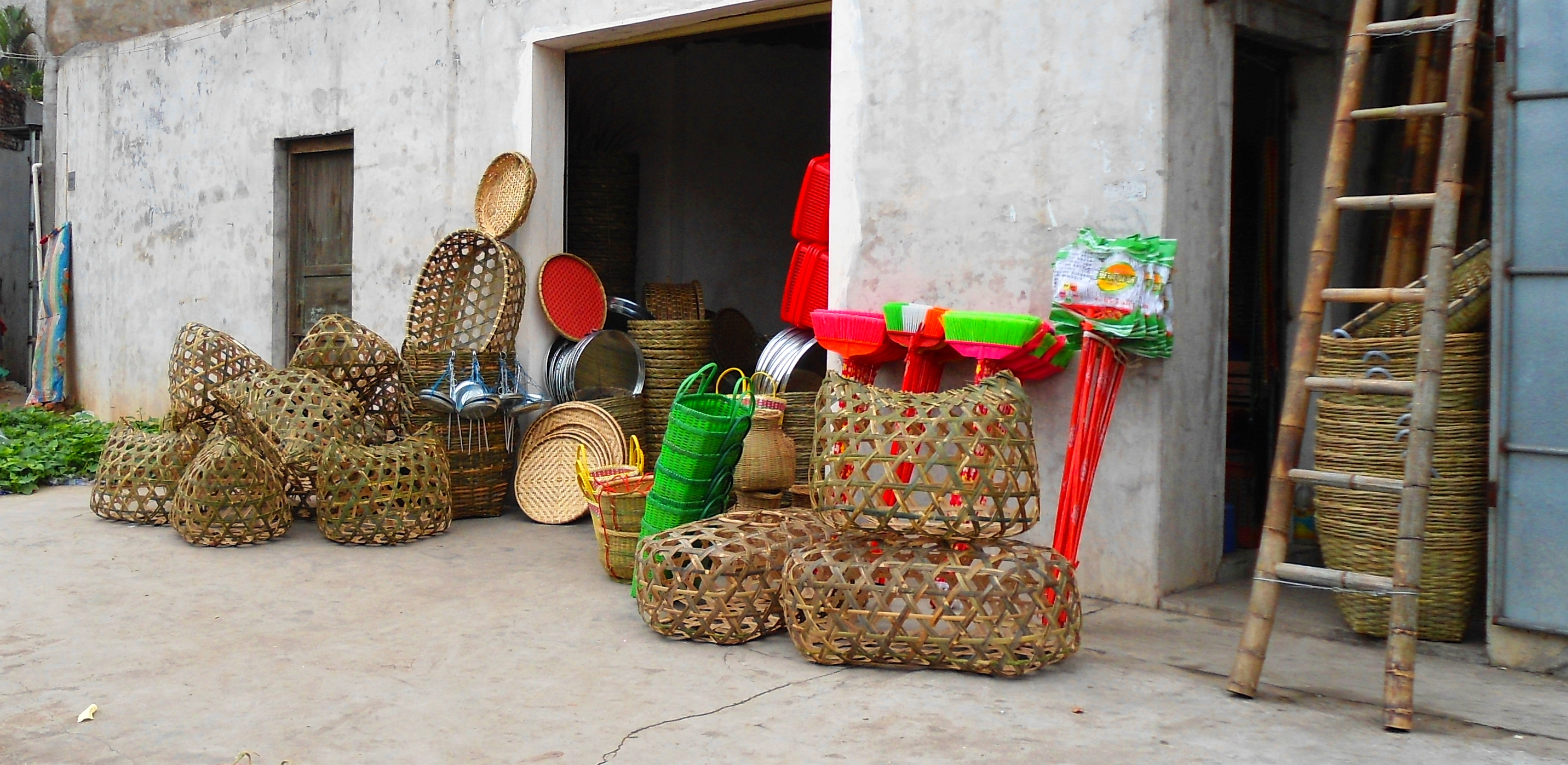
海口的篮子：中间的扁平篮子是用来装小鱼或小虾的。